# Asian Test Championship
L'Asian Test Championship è stato un torneo di Test cricket disputato dalle 4 nazioni asiatiche che detengono il Test status: India, Pakistan, Sri Lanka e Bangladesh.

## Storia
In origine era stata prevista una cadenza biennale ma a causa della difficoltà di inserimento nel fitto calendario del cricket internazionale la cadenza è aperiodica e fin dalla sua istituzione si è disputato solo in due occasioni.
La prima edizione si disputò nel 1999, in questa occasione la nazionale del Bangladesh non poté partecipare in quanto non aveva ancora ottenuto il Test status, la vittoria finale andò alla selezione pakistana che in finale sconfisse la squadra dello Sri Lanka.
La seconda edizione si disputò tra il 2001 e il 2002, stavolta fu l'India a scegliere di non partecipare a causa della situazione politica delicata con il Pakistan. La finale fu la rivincita di quella precedente, con i singalesi campioni e i pakistani secondi.
La terza edizione doveva disputarsi nel 2006 ma fu rinviata a tempo indeterminato ed oggi appare improbabile che venga inserita nel fittissimo calendario internazionale, tuttavia la competizione non è mai stata soppressa ufficialmente.
Il torneo è stato alla base dell'idea dell'International Cricket Council di istituire l'ICC Test Championship

## Predecessori
In tutta la storia del cricket c'è stato solo un altro esempio di torneo di test cricket con più di due squadre partecipanti, il triangolare di cricket del 1912. In quell'occasione si affrontarono Australia, Inghilterra e Sudafrica ma l'insuccesso fu tale da cancellare la manifestazione per sempre.

## Albo d'oro
| Anno               | Luogo della finale                             | Finale    | Finale                                       | Finale    |
| Anno               | Luogo della finale                             | Vincitore | Risultato                                    | Finalista |
| ------------------ | ---------------------------------------------- | --------- | -------------------------------------------- | --------- |
| 1999 Dettagli      | Bangabandhu National Stadium Dacca, Bangladesh | Pakistan  | PAK vince di un Innings e 175 runs Tabellino | Sri Lanka |
| 2001-2002 Dettagli | Gaddafi Stadium Lahore, Pakistan               | Sri Lanka | SRI vince di 8 wickets Tabellino             | Pakistan  |